# فانغ جينغكي
فانغ جينغكي (بالصينية: 方镜淇) (17 يناير 1993 بغوييانغ في الصين - ) هو لاعب كرة قدم صيني في مركز حراسة المرمى. شارك مع منتخب الصين تحت 20 سنة لكرة القدم ومنتخب الصين تحت 23 سنة لكرة القدم. أما مع النوادي، فقد لعب مع غوانغجو إفرغراند تاوباو وGuangdong South China Tiger F.C. ‏.

## وصلات خارجية
- فانغ جينغكي على موقع قاعدة بيانات كرة القدم.إي يو (الإنجليزية)
- فانغ جينغكي على موقع Soccerway.com (الإنجليزية)
- فانغ جينغكي على موقع اللجنة الأولمبية الصينية (الإنجليزية)